# Coppa Nordamericana di skeleton 2007
La Coppa Nordamericana di skeleton 2007 è stata la settima edizione del circuito continentale nordamericano di skeleton, manifestazione organizzata dalla Federazione Internazionale di Bob e Skeleton; è iniziata il 16 novembre 2006 a Calgary, in Canada, e si è conclusa il 21 dicembre 2006 a Park City, negli Stati Uniti. Vennero disputate undici gare: cinque per le donne e sei per gli uomini in tre differenti località. Venne infatti cancellata la seconda gara del singolo femminile della tappa di Calgary.

## Calendario
| Località    | Data                | Donne | Uomini |
| ----------- | ------------------- | ----- | ------ |
| Calgary     | 16–17 novembre 2006 | ●     | ●●     |
| Lake Placid | 2–3 dicembre 2006   | ●●    | ●●     |
| Park City   | 20–21 dicembre 2006 | ●●    | ●●     |
| Totale      | Totale              | 5     | 6      |

## Risultati

### Donne
| Data             | Località    | Prime classificate              | Seconde classificate         | Terze classificate              |
| ---------------- | ----------- | ------------------------------- | ---------------------------- | ------------------------------- |
| 16 novembre 2006 | Calgary     | Jessica Palmer Stati Uniti      | Ekaterina Mironova Russia    | Rebecca Sorensen Stati Uniti    |
| 2 dicembre 2006  | Lake Placid | Anne O'Shea Stati Uniti         | Keslie Tomlinson Stati Uniti | Maggie Davies Regno Unito       |
| 3 dicembre 2006  | Lake Placid | Anne O'Shea Stati Uniti         | Maggie Davies Regno Unito    | Donna Creighton Regno Unito     |
| 20 dicembre 2006 | Park City   | Jessica Palmer Stati Uniti      | Anne O'Shea Stati Uniti      | Tionette Stoddard Nuova Zelanda |
| 21 dicembre 2006 | Park City   | Tionette Stoddard Nuova Zelanda | Anne O'Shea Stati Uniti      | Jessica Palmer Stati Uniti      |

### Uomini
| Data             | Località    | Primi classificati          | Secondi classificati       | Terzi classificati                               |
| ---------------- | ----------- | --------------------------- | -------------------------- | ------------------------------------------------ |
| 16 novembre 2006 | Calgary     | Caleb Smith Stati Uniti     | Hiroyuki Bamba Giappone    | Andy Wood Regno Unito                            |
| 17 novembre 2006 | Calgary     | Chris Hedquist Stati Uniti  | Anthony Sawyer Regno Unito | Andy Wood Regno Unito                            |
| 2 dicembre 2006  | Lake Placid | Matthew Antoine Stati Uniti | Andy Wood Regno Unito      | Yuzuru Hanyuda Giappone                          |
| 3 dicembre 2006  | Lake Placid | Matthew Antoine Stati Uniti | Andy Wood Regno Unito      | Chris Type Regno Unito e John Daly Stati Uniti   |
| 20 dicembre 2006 | Park City   | Matthew Antoine Stati Uniti | Chris Type Regno Unito     | Andy Wood Regno Unito e Adam Donahoo Stati Uniti |
| 21 dicembre 2006 | Park City   | Matthew Antoine Stati Uniti | Andy Wood Regno Unito      | Chris Type Regno Unito                           |